# Clasificación de AFC para la Copa Mundial de Fútbol de 2018
La Clasificación de AFC para la Copa Mundial de Fútbol de 2018 fue el torneo que determinó a los clasificados por parte de la Confederación Asiática de Fútbol (AFC) a la Copa Mundial de Fútbol de 2018 a realizarse en Rusia. La competencia empezó el 12 de marzo de 2015 y finalizó el 10 de octubre de 2017, debido a esto el torneo asiático fue el que dio inicio al largo proceso de clasificación para la Copa Mundial.
El 16 de abril de 2014 el Comité Ejecutivo de la AFC aprobó la propuesta de hacer que las dos primeras rondas de la clasificación mundialista sean a su vez las primeras dos rondas de la clasificación para la Copa Asiática 2019.
La AFC cuenta con 4½ cupos para este proceso de clasificación, esto tras la decisión del Comité Ejecutivo de la FIFA de mantener la distribución de plazas por confederación para la Copa Mundial de 2018 . El quinto lugar de la clasificación jugará una repesca intercontinental con el cuarto lugar de CONCACAF.

## Equipos participantes
De las 47 asociaciones nacionales afiliadas a la AFC 46 participaron en el proceso clasificatorio, la selección de las Islas Marianas del Norte no formaron parte del torneo ya que aún no es miembro afiliado a la FIFA. En tanto la selección de Bután participará por primera vez de un proceso clasificatorio para la copa mundial,  aunque llegó a inscribirse para competir en la Clasificación de AFC para la Copa Mundial de Fútbol de 2010 no llegó a disputar ningún partido pues se retiró antes de iniciarse el torneo.
Para determinar las selecciones que inician su participación en la primera ronda y las que ingresan en la segunda ronda se clasificaron a los equipos de acuerdo al ranking FIFA publicado el 8 de enero de 2015, las doce selecciones con el ranking más bajo iniciaron en la primera ronda, el resto de equipos ingresaron en la segunda ronda.
Entre paréntesis se indica el puesto de cada selección en el ranking FIFA tomado en consideración.
| Equipos en primera ronda | Equipos en segunda ronda | Equipos en segunda ronda |
| --- | --- | --- |
| 35. India (171) 36. Sri Lanka (172) 37. Yemen (176) 38. Camboya (179) 39. China Taipéi (182) 40. Timor Oriental (185) 41. Nepal (186) 42. Macao (186) 43. Pakistán (188) 44. Mongolia (194) 45. Brunéi (198) 46. Bután (209) | 18. Maldivas (131) 19. Vietnam (133) 20. Tayikistán (136) 21. Birmania (141) 22. Afganistán (142) 23. Tailandia (144) 24. Turkmenistán (147) 25. Corea del Norte (150) 26. Siria (151) 27. Kirguistán (152) 28. Malasia (154) 29. Hong Kong (156) 30. Singapur (157) 31. Indonesia (159) 32. Laos (160) 33. Guam (161) 34. Bangladés (165) | 1. Irán (51) 2. Japón (54) 3. Corea del Sur (69) 4. Uzbekistán (71) 5. Emiratos Árabes Unidos (80) 6. Catar (92) 7. Omán (93) 8. Jordania (93) 9. China (96) 10. Australia (100) 11. Arabia Saudita (102) 12. Baréin (110) 13. Irak (114) 14. Palestina (115) 15. Líbano (122) 16. Kuwait (125) 17. Filipinas (129) |

### Sorteos
La Confederación Asiática de Fútbol fue, junto a la Concacaf, una de las dos confederaciones que inició su proceso de clasificación antes del sorteo preliminar de la Copa Mundial de Fútbol Rusia 2018 que se realizó el 25 de julio de 2015 en San Petersburgo, Rusia. Por este motivo las selecciones pertenecientes a la AFC no estuvieron presentes en ese acto oficial de la FIFA.
La primera ronda se sorteó el 10 de febrero de 2015 en la Casa de la AFC en Kuala Lumpur, Malasia con la participación de las 12 selecciones asiáticas con la ubicación más baja del ranking FIFA de enero de 2015. Los equipos fueron distribuidos en dos bombos, los posicionados del puesto 35 al 40 en el bombo 1 y los ubicados del puesto 41 al 46 en el bombo 2, las seis llaves se conformaron con un equipo de cada bombo.
El sorteo de la segunda ronda se realizó el 14 de abril de 2015 en el hotel JW Marriott en Kuala Lumpur, Malasia, en el estuvieron involucradas las 6 selecciones ganadoras de la ronda anterior y el resto de selecciones participantes que ingresaron en esta etapa. Las 40 selecciones fueron distribuidos en 5 bombos de 8 equipos de acuerdo a su ubicación en el ranking FIFA publicado el 9 de abril de 2015, los 8 grupos quedaron conformados con un equipo de cada bombo.
El sorteo de la tercera ronda se llevó a cabo el 16 de abril de 2016 en el Mandarin Oriental Hotel de Kuala Lumpur, Malasia. Donde se distribuyeron en 2 grupos de 6 equipos clasificados de la ronda anterior. Los dos mejores de cada grupo clasificarán directamente a la cita mundialista, en tanto los 2 mejores terceros se enfrentarán en partidos de ida y vuelta, para definir el participante en la repesca intercontinental contra el 4° mejor clasificado de la Concacaf.

## Formato de competición
El proceso clasificatorio asiático consta de 4 rondas:
Las 12 selecciones participantes en la primera ronda formaron 6 series de 2 equipos y se enfrentaron en partidos de ida y vuelta con un sistema de eliminación directa, los ganadores de cada serie clasificaron a la segunda ronda.
En la segunda ronda ingresaron a la competición las 34 selecciones restantes las cuales, junto a las 6 selecciones procedentes de la ronda anterior, fueron distribuidas en 8 grupos de 5 equipos, cada equipo juega contra sus cuatro rivales de grupo en partidos de ida y vuelta con un sistema de todos contra todos. Clasifican a la siguiente ronda los primeros de grupo y los 4 mejores segundos.
La tercera ronda consta de 2 grupos de 6 equipos, cada equipo juega contra sus cinco rivales de grupo en partidos de ida y vuelta con un sistema de todos contra todos. Clasifican a la Copa Mundial de Fútbol de 2018 los dos primeros lugares de cada grupo mientras que las selecciones que terminen en tercer lugar acceden a la cuarta ronda.
En la cuarta ronda los terceros lugares de la ronda anterior juegan en un play-off con partidos de ida y vuelta para determinar al equipo que clasifique a los play-offs intercontinentales.

## Calendario
Programación del torneo de acuerdo al calendario de competencias de la AFC.
| Ronda                           | Jornada    | Fecha                   |
| ------------------------------- | ---------- | ----------------------- |
| Primera ronda (Fase Preliminar) | Ida        | 12 de marzo de 2015     |
| Primera ronda (Fase Preliminar) | Vuelta     | 17 de marzo de 2015     |
| Segunda ronda (Fase de Grupos)  | Jornada 1  | 11 de junio de 2015     |
| Segunda ronda (Fase de Grupos)  | Jornada 2  | 16 de junio de 2015     |
| Segunda ronda (Fase de Grupos)  | Jornada 3  | 3 de septiembre de 2015 |
| Segunda ronda (Fase de Grupos)  | Jornada 4  | 8 de septiembre de 2015 |
| Segunda ronda (Fase de Grupos)  | Jornada 5  | 8 de octubre de 2015    |
| Segunda ronda (Fase de Grupos)  | Jornada 6  | 13 de octubre de 2015   |
| Segunda ronda (Fase de Grupos)  | Jornada 7  | 12 de noviembre de 2015 |
| Segunda ronda (Fase de Grupos)  | Jornada 8  | 17 de noviembre de 2015 |
| Segunda ronda (Fase de Grupos)  | Jornada 9  | 24 de marzo de 2016     |
| Segunda ronda (Fase de Grupos)  | Jornada 10 | 29 de marzo de 2016     |

| Ronda                      | Jornada    | Fecha                   |
| -------------------------- | ---------- | ----------------------- |
| Tercera ronda (Fase Final) | Jornada 1  | 1 de septiembre de 2016 |
| Tercera ronda (Fase Final) | Jornada 2  | 6 de septiembre de 2016 |
| Tercera ronda (Fase Final) | Jornada 3  | 6 de octubre de 2016    |
| Tercera ronda (Fase Final) | Jornada 4  | 11 de octubre de 2016   |
| Tercera ronda (Fase Final) | Jornada 5  | 15 de noviembre de 2016 |
| Tercera ronda (Fase Final) | Jornada 6  | 23 de marzo de 2017     |
| Tercera ronda (Fase Final) | Jornada 7  | 28 de marzo de 2017     |
| Tercera ronda (Fase Final) | Jornada 8  | 13 de junio de 2017     |
| Tercera ronda (Fase Final) | Jornada 9  | 31 de agosto de 2017    |
| Tercera ronda (Fase Final) | Jornada 10 | 5 de septiembre de 2017 |
| Cuarta ronda (Play-Off)    | Ida        | 5 de octubre de 2017    |
| Cuarta ronda (Play-Off)    | Vuelta     | 10 de octubre de 2017   |

## Primera ronda
Doce selecciones, distribuidas en 6 series de 2 equipos, participaron en esta ronda, los enfrentamientos quedaron definidos mediante un sorteo realizado el 10 de febrero de 2015 en Kuala Lumpur, Malasia. Los partidos se llevaron a cabo del 12 al 23 de marzo de 2015 y clasificaron a la siguiente ronda los ganadores de cada serie.
| Fecha               | Lugar                 | Local          |                           | Resultado |                           | Visitante      |
| ------------------- | --------------------- | -------------- | ------------------------- | --- | ------------------------- | -------------- |
| 12 de marzo de 2015 | Guwahati              | India          | Bandera de la India       | 2 – 0 Archivado el 27 de marzo de 2015 en Wayback Machine.                                                    | Bandera de Nepal          | Nepal          |
| 17 de marzo de 2015 | Katmandú              | Nepal          | Bandera de Nepal          | 0 – 0 Archivado el 2 de abril de 2015 en Wayback Machine.                                                     | Bandera de la India       | India          |
| 12 de marzo de 2015 | Doha (Catar)          | Yemen          | Bandera de Yemen          | 3 – 1 Archivado el 26 de marzo de 2015 en Wayback Machine.                                                    | Bandera de Pakistán       | Pakistán       |
| 23 de marzo de 2015 | Madinat 'Isa (Baréin) | Pakistán       | Bandera de Pakistán       | 0 – 0 Archivado el 2 de abril de 2015 en Wayback Machine.                                                     | Bandera de Yemen          | Yemen          |
| 12 de marzo de 2015 | Dili                  | Timor Oriental | Bandera de Timor Oriental | 0 – 3 Archivado el 26 de marzo de 2015 en Wayback Machine.                                                    | Bandera de Mongolia       | Mongolia       |
| 17 de marzo de 2015 | Ulán Bator            | Mongolia       | Bandera de Mongolia       | 3 – 0 Archivado el 2 de abril de 2015 en Wayback Machine. Archivado el 2 de abril de 2015 en Wayback Machine. | Bandera de Timor Oriental | Timor Oriental |
| 12 de marzo de 2015 | Nom Pen               | Camboya        | Bandera de Camboya        | 3 – 0 Archivado el 2 de abril de 2015 en Wayback Machine.                                                     | Bandera de Macao          | Macao          |
| 17 de marzo de 2015 | Taipa                 | Macao          | Bandera de Macao          | 1 – 1 Archivado el 2 de abril de 2015 en Wayback Machine.                                                     | Bandera de Camboya        | Camboya        |
| 12 de marzo de 2015 | Kaohsiung             | China Taipéi   | Bandera de China Taipéi   | 0 – 1 Archivado el 2 de abril de 2015 en Wayback Machine.                                                     | Bandera de Brunéi         | Brunéi         |
| 17 de marzo de 2015 | Bandar Seri Begawan   | Brunéi         | Bandera de Brunéi         | 0 – 2 Archivado el 2 de abril de 2015 en Wayback Machine.                                                     | Bandera de China Taipéi   | China Taipéi   |
| 12 de marzo de 2015 | Colombo               | Sri Lanka      | Bandera de Sri Lanka      | 0 – 1 Archivado el 2 de abril de 2015 en Wayback Machine.                                                     | Bandera de Bután          | Bután          |
| 17 de marzo de 2015 | Timbu                 | Bután          | Bandera de Bután          | 2 – 1 Archivado el 2 de abril de 2015 en Wayback Machine.                                                     | Bandera de Sri Lanka      | Sri Lanka      |

## Segunda ronda
Treinta y nueve selecciones, divididas en 7 grupos de 5 equipos y uno de 4 equipos, participan en esta ronda, seis procedentes de la ronda anterior y 33 que iniciaron su participación en esta instancia, los grupos quedaron conformados mediante un sorteo realizado el 14 de abril de 2015 en Kuala Lumpur, Malasia. Los partidos se llevan a cabo de 24 de mayo de 2015 al 29 de marzo de 2016 y clasifican a la siguiente ronda los ganadores de grupo y los 4 mejores segundos.
Indonesia fue descalificada por la FIFA antes de iniciar su participación en la segunda ronda.
     – Clasificados a la Tercera ronda.

### Grupo A
| Selección              | Pts. | PJ | PG | PE | PP | GF | GC | Dif |
| ---------------------- | ---- | -- | -- | -- | -- | -- | -- | --- |
| Arabia Saudita         | 20   | 8  | 6  | 2  | 0  | 28 | 4  | 24  |
| Emiratos Árabes Unidos | 17   | 8  | 5  | 2  | 1  | 27 | 4  | 23  |
| Palestina              | 14   | 8  | 4  | 2  | 2  | 24 | 5  | 19  |
| Malasia                | 6    | 8  | 2  | 0  | 6  | 7  | 29 | -22 |
| Timor Oriental         | 0    | 8  | 0  | 0  | 8  | 0  | 44 | -44 |

| Fecha                   | Lugar               | Local                  |                                   | Resultado |                                   | Visitante              |
| ----------------------- | ------------------- | ---------------------- | --------------------------------- | --- | --------------------------------- | ---------------------- |
| 11 de junio de 2015     | Dammam              | Arabia Saudita         | Bandera de Arabia Saudita         | 3 – 2 Archivado el 13 de junio de 2015 en Wayback Machine.                                                                                    | Bandera de Palestina              | Palestina              |
| 11 de junio de 2015     | Kuala Lumpur        | Malasia                | Bandera de Malasia                | 3 – 0 Archivado el 12 de junio de 2015 en Wayback Machine. Archivado el 12 de junio de 2015 en Wayback Machine.                               | Bandera de Timor Oriental         | Timor Oriental         |
| 16 de junio de 2015     | Shah Alam (Malasia) | Timor Oriental         | Bandera de Timor Oriental         | 0 – 3 Archivado el 15 de junio de 2015 en Wayback Machine. Archivado el 15 de junio de 2015 en Wayback Machine.                               | Bandera de Emiratos Árabes Unidos | Emiratos Árabes Unidos |
| 16 de junio de 2015     | Kuala Lumpur        | Malasia                | Bandera de Malasia                | 0 – 6 Archivado el 15 de junio de 2015 en Wayback Machine.                                                                                    | Bandera de Palestina              | Palestina              |
| 3 de septiembre de 2015 | Abu Dabi            | Emiratos Árabes Unidos | Bandera de Emiratos Árabes Unidos | 10 – 0 Archivado el 28 de septiembre de 2015 en Wayback Machine.                                                                              | Bandera de Malasia                | Malasia                |
| 3 de septiembre de 2015 | Yeda                | Arabia Saudita         | Bandera de Arabia Saudita         | 7 – 0 Archivado el 28 de septiembre de 2015 en Wayback Machine.                                                                               | Bandera de Timor Oriental         | Timor Oriental         |
| 8 de septiembre de 2015 | Shah Alam           | Malasia                | Bandera de Malasia                | [http://es.fifa.com/worldcup/matches/round=275171/match=300317389/index.html 0 – 3] Archivado el 14 de septiembre de 2015 en Wayback Machine. | Bandera de Arabia Saudita         | Arabia Saudita         |
| 8 de septiembre de 2015 | Al-Ram              | Palestina              | Bandera de Palestina              | 0 – 0 Archivado el 14 de septiembre de 2015 en Wayback Machine.                                                                               | Bandera de Emiratos Árabes Unidos | Emiratos Árabes Unidos |
| 8 de octubre de 2015    | Dili                | Timor Oriental         | Bandera de Timor Oriental         | 0 – 3 Archivado el 25 de septiembre de 2015 en Wayback Machine. Archivado el 25 de septiembre de 2015 en Wayback Machine.                     | Bandera de Palestina              | Palestina              |
| 8 de octubre de 2015    | Yeda                | Arabia Saudita         | Bandera de Arabia Saudita         | 2 – 1 Archivado el 30 de septiembre de 2015 en Wayback Machine.                                                                               | Bandera de Emiratos Árabes Unidos | Emiratos Árabes Unidos |
| 5 de noviembre de 2015  | Amán (Jordania)     | Palestina              | Bandera de Palestina              | 0 – 0 Archivado el 14 de noviembre de 2015 en Wayback Machine.                                                                                | Bandera de Arabia Saudita         | Arabia Saudita         |
| 13 de octubre de 2015   | Dili                | Timor Oriental         | Bandera de Timor Oriental         | 0 – 3 Archivado el 28 de septiembre de 2015 en Wayback Machine. Archivado el 28 de septiembre de 2015 en Wayback Machine.                     | Bandera de Malasia                | Malasia                |
| 12 de noviembre de 2015 | Abu Dabi            | Emiratos Árabes Unidos | Bandera de Emiratos Árabes Unidos | 8 – 0 Archivado el 28 de septiembre de 2015 en Wayback Machine.                                                                               | Bandera de Timor Oriental         | Timor Oriental         |
| 12 de noviembre de 2015 | Amán (Jordania)     | Palestina              | Bandera de Palestina              | 6 – 0 Archivado el 26 de septiembre de 2015 en Wayback Machine.                                                                               | Bandera de Malasia                | Malasia                |
| 17 de noviembre de 2015 | Shah Alam           | Malasia                | Bandera de Malasia                | 1 – 2 Archivado el 28 de septiembre de 2015 en Wayback Machine.                                                                               | Bandera de Emiratos Árabes Unidos | Emiratos Árabes Unidos |
| 17 de noviembre de 2015 | Dili                | Timor Oriental         | Bandera de Timor Oriental         | 0 – 10 Archivado el 1 de octubre de 2015 en Wayback Machine.                                                                                  | Bandera de Arabia Saudita         | Arabia Saudita         |
| 24 de marzo de 2016     | Yeda                | Arabia Saudita         | Bandera de Arabia Saudita         | 2 – 0 Archivado el 22 de noviembre de 2015 en Wayback Machine.                                                                                | Bandera de Malasia                | Malasia                |
| 24 de marzo de 2016     | Abu Dabi            | Emiratos Árabes Unidos | Bandera de Emiratos Árabes Unidos | 2 – 0 Archivado el 26 de diciembre de 2015 en Wayback Machine.                                                                                | Bandera de Palestina              | Palestina              |
| 29 de marzo de 2016     | Hebrón              | Palestina              | Bandera de Palestina              | 7 – 0 Archivado el 31 de marzo de 2016 en Wayback Machine.                                                                                    | Bandera de Timor Oriental         | Timor Oriental         |
| 29 de marzo de 2016     | Abu Dabi            | Emiratos Árabes Unidos | Bandera de Emiratos Árabes Unidos | 1 – 1 Archivado el 31 de marzo de 2016 en Wayback Machine.                                                                                    | Bandera de Arabia Saudita         | Arabia Saudita         |

### Grupo B
| Selección  | Pts. | PJ | PG | PE | PP | GF | GC | Dif |
| ---------- | ---- | -- | -- | -- | -- | -- | -- | --- |
| Australia  | 21   | 8  | 7  | 0  | 1  | 29 | 4  | 25  |
| Jordania   | 16   | 8  | 5  | 1  | 2  | 21 | 7  | 14  |
| Kirguistán | 14   | 8  | 4  | 2  | 2  | 10 | 8  | 2   |
| Tayikistán | 5    | 8  | 1  | 2  | 5  | 9  | 20 | -11 |
| Bangladés  | 1    | 8  | 0  | 1  | 7  | 2  | 32 | -30 |

| Fecha                   | Lugar    | Local      |                       | Resultado                                                       |                       | Visitante  |
| ----------------------- | -------- | ---------- | --------------------- | --------------------------------------------------------------- | --------------------- | ---------- |
| 11 de junio de 2015     | Dusambé  | Tayikistán | Bandera de Tayikistán | 1 – 3 Archivado el 22 de mayo de 2015 en Wayback Machine.       | Bandera de Jordania   | Jordania   |
| 11 de junio de 2015     | Daca     | Bangladés  | Bandera de Bangladés  | 1 – 3 Archivado el 20 de junio de 2015 en Wayback Machine.      | Bandera de Kirguistán | Kirguistán |
| 16 de junio de 2015     | Biskek   | Kirguistán | Bandera de Kirguistán | 1 – 2 Archivado el 22 de mayo de 2015 en Wayback Machine.       | Bandera de Australia  | Australia  |
| 16 de junio de 2015     | Daca     | Bangladés  | Bandera de Bangladés  | 1 – 1 Archivado el 22 de mayo de 2015 en Wayback Machine.       | Bandera de Tayikistán | Tayikistán |
| 3 de septiembre de 2015 | Perth    | Australia  | Bandera de Australia  | 5 – 0 Archivado el 28 de septiembre de 2015 en Wayback Machine. | Bandera de Bangladés  | Bangladés  |
| 3 de septiembre de 2015 | Amán     | Jordania   | Bandera de Jordania   | 0 – 0 Archivado el 24 de septiembre de 2015 en Wayback Machine. | Bandera de Kirguistán | Kirguistán |
| 8 de septiembre de 2015 | Daca     | Bangladés  | Bandera de Bangladés  | 0 – 4 Archivado el 11 de septiembre de 2015 en Wayback Machine. | Bandera de Jordania   | Jordania   |
| 8 de septiembre de 2015 | Dusambé  | Tayikistán | Bandera de Tayikistán | 0 – 3 Archivado el 15 de septiembre de 2015 en Wayback Machine. | Bandera de Australia  | Australia  |
| 8 de octubre de 2015    | Biskek   | Kirguistán | Bandera de Kirguistán | 2 – 2 Archivado el 24 de septiembre de 2015 en Wayback Machine. | Bandera de Tayikistán | Tayikistán |
| 8 de octubre de 2015    | Amán     | Jordania   | Bandera de Jordania   | 2 – 0 Archivado el 29 de septiembre de 2015 en Wayback Machine. | Bandera de Australia  | Australia  |
| 13 de octubre de 2015   | Amán     | Jordania   | Bandera de Jordania   | 3 – 0 Archivado el 24 de septiembre de 2015 en Wayback Machine. | Bandera de Tayikistán | Tayikistán |
| 13 de octubre de 2015   | Biskek   | Kirguistán | Bandera de Kirguistán | 2 – 0 Archivado el 24 de septiembre de 2015 en Wayback Machine. | Bandera de Bangladés  | Bangladés  |
| 12 de noviembre de 2015 | Canberra | Australia  | Bandera de Australia  | 3 – 0 Archivado el 25 de septiembre de 2015 en Wayback Machine. | Bandera de Kirguistán | Kirguistán |
| 12 de noviembre de 2015 | Dusambé  | Tayikistán | Bandera de Tayikistán | 5 – 0 Archivado el 24 de septiembre de 2015 en Wayback Machine. | Bandera de Bangladés  | Bangladés  |
| 17 de noviembre de 2015 | Daca     | Bangladés  | Bandera de Bangladés  | 0 – 4 Archivado el 26 de septiembre de 2015 en Wayback Machine. | Bandera de Australia  | Australia  |
| 17 de noviembre de 2015 | Biskek   | Kirguistán | Bandera de Kirguistán | 1 – 0 Archivado el 28 de septiembre de 2015 en Wayback Machine. | Bandera de Jordania   | Jordania   |
| 24 de marzo de 2016     | Amán     | Jordania   | Bandera de Jordania   | 8 – 0 Archivado el 22 de noviembre de 2015 en Wayback Machine.  | Bandera de Bangladés  | Bangladés  |
| 24 de marzo de 2016     | Adelaida | Australia  | Bandera de Australia  | 7 – 0 Archivado el 22 de noviembre de 2015 en Wayback Machine.  | Bandera de Tayikistán | Tayikistán |
| 29 de marzo de 2016     | Dusambé  | Tayikistán | Bandera de Tayikistán | 0 – 1 Archivado el 5 de marzo de 2016 en Wayback Machine.       | Bandera de Kirguistán | Kirguistán |
| 29 de marzo de 2016     | Sídney   | Australia  | Bandera de Australia  | 5 – 1 Archivado el 5 de marzo de 2016 en Wayback Machine.       | Bandera de Jordania   | Jordania   |

### Grupo C
| Selección | Pts. | PJ | PG | PE | PP | GF | GC | Dif |
| --------- | ---- | -- | -- | -- | -- | -- | -- | --- |
| Catar     | 21   | 8  | 7  | 0  | 1  | 29 | 4  | 25  |
| China     | 17   | 8  | 5  | 2  | 1  | 27 | 1  | 26  |
| Hong Kong | 14   | 8  | 4  | 2  | 2  | 13 | 5  | 8   |
| Maldivas  | 6    | 8  | 2  | 0  | 6  | 8  | 20 | -12 |
| Bután     | 0    | 8  | 0  | 0  | 8  | 5  | 52 | -47 |

| Fecha                   | Lugar            | Local     |                                       | Resultado                                                        |                                       | Visitante |
| ----------------------- | ---------------- | --------- | ------------------------------------- | ---------------------------------------------------------------- | ------------------------------------- | --------- |
| 11 de junio de 2015     | Malé             | Maldivas  | Bandera de las Maldivas               | 0 – 1 Archivado el 22 de mayo de 2015 en Wayback Machine.        | Bandera de Catar                      | Catar     |
| 11 de junio de 2015     | Hong Kong        | Hong Kong | Bandera de Hong Kong                  | 7 – 0 Archivado el 22 de mayo de 2015 en Wayback Machine.        | Bandera de Bután                      | Bután     |
| 16 de junio de 2015     | Timbu            | Bután     | Bandera de Bután                      | 0 – 6 Archivado el 22 de mayo de 2015 en Wayback Machine.        | Bandera de la República Popular China | China     |
| 16 de junio de 2015     | Hong Kong        | Hong Kong | Bandera de Hong Kong                  | 2 – 0 Archivado el 22 de mayo de 2015 en Wayback Machine.        | Bandera de las Maldivas               | Maldivas  |
| 3 de septiembre de 2015 | Shenzhen         | China     | Bandera de la República Popular China | 0 – 0 Archivado el 5 de septiembre de 2015 en Wayback Machine.   | Bandera de Hong Kong                  | Hong Kong |
| 3 de septiembre de 2015 | Doha             | Catar     | Bandera de Catar                      | 15 – 0 Archivado el 30 de septiembre de 2015 en Wayback Machine. | Bandera de Bután                      | Bután     |
| 8 de septiembre de 2015 | Hong Kong        | Hong Kong | Bandera de Hong Kong                  | 2 – 3 Archivado el 11 de septiembre de 2015 en Wayback Machine.  | Bandera de Catar                      | Catar     |
| 8 de septiembre de 2015 | Shenyang (China) | Maldivas  | Bandera de las Maldivas               | 0 – 3 Archivado el 14 de septiembre de 2015 en Wayback Machine.  | Bandera de la República Popular China | China     |
| 8 de octubre de 2015    | Timbu            | Bután     | Bandera de Bután                      | 3 – 4 Archivado el 28 de septiembre de 2015 en Wayback Machine.  | Bandera de las Maldivas               | Maldivas  |
| 8 de octubre de 2015    | Doha             | Catar     | Bandera de Catar                      | 1 – 0 Archivado el 28 de septiembre de 2015 en Wayback Machine.  | Bandera de la República Popular China | China     |
| 13 de octubre de 2015   | Doha             | Catar     | Bandera de Catar                      | 4 – 0 Archivado el 28 de septiembre de 2015 en Wayback Machine.  | Bandera de las Maldivas               | Maldivas  |
| 13 de octubre de 2015   | Timbu            | Bután     | Bandera de Bután                      | 0 – 1 Archivado el 25 de septiembre de 2015 en Wayback Machine.  | Bandera de Hong Kong                  | Hong Kong |
| 12 de noviembre de 2015 | Changsha         | China     | Bandera de la República Popular China | 12 – 0 Archivado el 30 de septiembre de 2015 en Wayback Machine. | Bandera de Bután                      | Bután     |
| 12 de noviembre de 2015 | Malé             | Maldivas  | Bandera de las Maldivas               | 0 – 1 Archivado el 25 de septiembre de 2015 en Wayback Machine.  | Bandera de Hong Kong                  | Hong Kong |
| 17 de noviembre de 2015 | Hong Kong        | Hong Kong | Bandera de Hong Kong                  | 0 – 0 Archivado el 9 de octubre de 2015 en Wayback Machine.      | Bandera de la República Popular China | China     |
| 17 de noviembre de 2015 | Timbu            | Bután     | Bandera de Bután                      | 0 – 3 Archivado el 29 de septiembre de 2015 en Wayback Machine.  | Bandera de Catar                      | Catar     |
| 24 de marzo de 2016     | Doha             | Catar     | Bandera de Catar                      | 2 – 0 Archivado el 26 de diciembre de 2015 en Wayback Machine.   | Bandera de Hong Kong                  | Hong Kong |
| 24 de marzo de 2016     | Wuhan            | China     | Bandera de la República Popular China | 4 – 0 Archivado el 4 de marzo de 2016 en Wayback Machine.        | Bandera de las Maldivas               | Maldivas  |
| 29 de marzo de 2016     | Malé             | Maldivas  | Bandera de las Maldivas               | 4 – 2 Archivado el 31 de marzo de 2016 en Wayback Machine.       | Bandera de Bután                      | Bután     |
| 29 de marzo de 2016     | Xi'an            | China     | Bandera de la República Popular China | 2 – 0 Archivado el 13 de febrero de 2016 en Wayback Machine.     | Bandera de Catar                      | Catar     |

### Grupo D
| Selección    | Pts. | PJ | PG | PE | PP | GF | GC | Dif |
| ------------ | ---- | -- | -- | -- | -- | -- | -- | --- |
| Irán         | 20   | 8  | 6  | 2  | 0  | 26 | 3  | 23  |
| Omán         | 14   | 8  | 4  | 2  | 2  | 11 | 7  | 4   |
| Turkmenistán | 13   | 8  | 4  | 1  | 3  | 10 | 11 | -1  |
| Guam         | 7    | 8  | 2  | 1  | 5  | 3  | 16 | -13 |
| India        | 3    | 8  | 1  | 0  | 7  | 5  | 18 | -13 |

| Fecha                   | Lugar     | Local        |                         | Resultado |                         | Visitante    |
| ----------------------- | --------- | ------------ | ----------------------- | --- | ----------------------- | ------------ |
| 11 de junio de 2015     | Bangalore | India        | Bandera de la India     | 1 – 2 Archivado el 13 de junio de 2015 en Wayback Machine.                                                                                 | Bandera de Omán         | Omán         |
| 11 de junio de 2015     | Dededo    | Guam         | Bandera de Guam         | 1 – 0 Archivado el 13 de junio de 2015 en Wayback Machine.                                                                                 | Bandera de Turkmenistán | Turkmenistán |
| 16 de junio de 2015     | Daşoguz   | Turkmenistán | Bandera de Turkmenistán | 1 – 1 Archivado el 14 de junio de 2017 en Wayback Machine.                                                                                 | Bandera de Irán         | Irán         |
| 16 de junio de 2015     | Dededo    | Guam         | Bandera de Guam         | 2 – 1 Archivado el 22 de julio de 2015 en Wayback Machine.                                                                                 | Bandera de la India     | India        |
| 3 de septiembre de 2015 | Teherán   | Irán         | Bandera de Irán         | 6 – 0 Archivado el 14 de junio de 2017 en Wayback Machine.                                                                                 | Bandera de Guam         | Guam         |
| 3 de septiembre de 2015 | Seeb      | Omán         | Bandera de Omán         | 3 – 1 Archivado el 27 de septiembre de 2015 en Wayback Machine.                                                                            | Bandera de Turkmenistán | Turkmenistán |
| 8 de septiembre de 2015 | Dededo    | Guam         | Bandera de Guam         | 0 – 0 Archivado el 14 de septiembre de 2015 en Wayback Machine.                                                                            | Bandera de Omán         | Omán         |
| 8 de septiembre de 2015 | Bangalore | India        | Bandera de la India     | [http://es.fifa.com/worldcup/matches/round=275171/match=300317458/index.html 0 – 3] Archivado el 19 de octubre de 2017 en Wayback Machine. | Bandera de Irán         | Irán         |
| 8 de octubre de 2015    | Asjabad   | Turkmenistán | Bandera de Turkmenistán | 2 – 1 Archivado el 29 de septiembre de 2015 en Wayback Machine.                                                                            | Bandera de la India     | India        |
| 8 de octubre de 2015    | Mascate   | Omán         | Bandera de Omán         | 1 – 1 Archivado el 14 de junio de 2017 en Wayback Machine.                                                                                 | Bandera de Irán         | Irán         |
| 13 de octubre de 2015   | Mascate   | Omán         | Bandera de Omán         | 3 – 0 Archivado el 26 de septiembre de 2015 en Wayback Machine.                                                                            | Bandera de la India     | India        |
| 13 de octubre de 2015   | Asjabad   | Turkmenistán | Bandera de Turkmenistán | 1 – 0 Archivado el 24 de septiembre de 2015 en Wayback Machine.                                                                            | Bandera de Guam         | Guam         |
| 12 de noviembre de 2015 | Teherán   | Irán         | Bandera de Irán         | 3 – 1 Archivado el 14 de junio de 2017 en Wayback Machine.                                                                                 | Bandera de Turkmenistán | Turkmenistán |
| 12 de noviembre de 2015 | Bangalore | India        | Bandera de la India     | 1 – 0 Archivado el 24 de septiembre de 2015 en Wayback Machine.                                                                            | Bandera de Guam         | Guam         |
| 17 de noviembre de 2015 | Dededo    | Guam         | Bandera de Guam         | 0 – 6 Archivado el 14 de junio de 2017 en Wayback Machine.                                                                                 | Bandera de Irán         | Irán         |
| 17 de noviembre de 2015 | Asjabad   | Turkmenistán | Bandera de Turkmenistán | 2 – 1 Archivado el 26 de septiembre de 2015 en Wayback Machine.                                                                            | Bandera de Omán         | Omán         |
| 24 de marzo de 2016     | Mascate   | Omán         | Bandera de Omán         | 1 – 0 Archivado el 1 de abril de 2016 en Wayback Machine.                                                                                  | Bandera de Guam         | Guam         |
| 24 de marzo de 2016     | Teherán   | Irán         | Bandera de Irán         | 4 – 0 Archivado el 14 de junio de 2017 en Wayback Machine.                                                                                 | Bandera de la India     | India        |
| 29 de marzo de 2016     | Cochín    | India        | Bandera de la India     | 1 – 2 Archivado el 8 de marzo de 2016 en Wayback Machine.                                                                                  | Bandera de Turkmenistán | Turkmenistán |
| 29 de marzo de 2016     | Teherán   | Irán         | Bandera de Irán         | 2 – 0 Archivado el 14 de junio de 2017 en Wayback Machine.                                                                                 | Bandera de Omán         | Omán         |

### Grupo E
| Selección  | Pts. | PJ | PG | PE | PP | GF | GC | Dif |
| ---------- | ---- | -- | -- | -- | -- | -- | -- | --- |
| Japón      | 22   | 8  | 7  | 1  | 0  | 27 | 0  | 27  |
| Siria      | 18   | 8  | 6  | 0  | 2  | 26 | 11 | 15  |
| Singapur   | 10   | 8  | 3  | 1  | 4  | 9  | 9  | 0   |
| Afganistán | 9    | 8  | 3  | 0  | 5  | 8  | 24 | -16 |
| Camboya    | 0    | 8  | 0  | 0  | 8  | 1  | 27 | -26 |

| Fecha                   | Lugar          | Local      |                       | Resultado                                                       |                       | Visitante  |
| ----------------------- | -------------- | ---------- | --------------------- | --------------------------------------------------------------- | --------------------- | ---------- |
| 11 de junio de 2015     | Mashhad (Irán) | Afganistán | Bandera de Afganistán | 0 – 6 Archivado el 18 de mayo de 2015 en Wayback Machine.       | Bandera de Siria      | Siria      |
| 11 de junio de 2015     | Nom Pen        | Camboya    | Bandera de Camboya    | 0 – 4 Archivado el 12 de junio de 2015 en Wayback Machine.      | Bandera de Singapur   | Singapur   |
| 16 de junio de 2015     | Saitama        | Japón      | Bandera de Japón      | 0 – 0 Archivado el 19 de octubre de 2017 en Wayback Machine.    | Bandera de Singapur   | Singapur   |
| 16 de junio de 2015     | Nom Pen        | Camboya    | Bandera de Camboya    | 0 – 1 Archivado el 22 de julio de 2015 en Wayback Machine.      | Bandera de Afganistán | Afganistán |
| 3 de septiembre de 2015 | Saitama        | Japón      | Bandera de Japón      | 3 – 0 Archivado el 19 de octubre de 2017 en Wayback Machine.    | Bandera de Camboya    | Camboya    |
| 3 de septiembre de 2015 | Mascate (Omán) | Siria      | Bandera de Siria      | 1 – 0 Archivado el 27 de septiembre de 2015 en Wayback Machine. | Bandera de Singapur   | Singapur   |
| 8 de septiembre de 2015 | Nom Pen        | Camboya    | Bandera de Camboya    | 0 – 6 Archivado el 12 de septiembre de 2015 en Wayback Machine. | Bandera de Siria      | Siria      |
| 8 de septiembre de 2015 | Teherán (Irán) | Afganistán | Bandera de Afganistán | 0 – 6 Archivado el 19 de octubre de 2017 en Wayback Machine.    | Bandera de Japón      | Japón      |
| 8 de octubre de 2015    | Kallang        | Singapur   | Bandera de Singapur   | 1 – 0 Archivado el 24 de septiembre de 2015 en Wayback Machine. | Bandera de Afganistán | Afganistán |
| 8 de octubre de 2015    | Seeb (Omán)    | Siria      | Bandera de Siria      | 0 – 3 Archivado el 13 de octubre de 2017 en Wayback Machine.    | Bandera de Japón      | Japón      |
| 13 de octubre de 2015   | Mascate (Omán) | Siria      | Bandera de Siria      | 5 – 2 Archivado el 25 de septiembre de 2015 en Wayback Machine. | Bandera de Afganistán | Afganistán |
| 13 de octubre de 2015   | Kallang        | Singapur   | Bandera de Singapur   | 2 – 1 Archivado el 26 de septiembre de 2015 en Wayback Machine. | Bandera de Camboya    | Camboya    |
| 12 de noviembre de 2015 | Kallang        | Singapur   | Bandera de Singapur   | 0 – 3 Archivado el 17 de octubre de 2017 en Wayback Machine.    | Bandera de Japón      | Japón      |
| 12 de noviembre de 2015 | Teherán (Irán) | Afganistán | Bandera de Afganistán | 3 – 0 Archivado el 25 de septiembre de 2015 en Wayback Machine. | Bandera de Camboya    | Camboya    |
| 17 de noviembre de 2015 | Nom Pen        | Camboya    | Bandera de Camboya    | 0 – 2 Archivado el 17 de octubre de 2017 en Wayback Machine.    | Bandera de Japón      | Japón      |
| 17 de noviembre de 2015 | Kallang        | Singapur   | Bandera de Singapur   | 1 – 2 Archivado el 28 de septiembre de 2015 en Wayback Machine. | Bandera de Siria      | Siria      |
| 24 de marzo de 2016     | Seeb (Omán)    | Siria      | Bandera de Siria      | 6 – 0 Archivado el 1 de abril de 2016 en Wayback Machine.       | Bandera de Camboya    | Camboya    |
| 24 de marzo de 2016     | Saitama        | Japón      | Bandera de Japón      | 5 – 0 Archivado el 19 de octubre de 2017 en Wayback Machine.    | Bandera de Afganistán | Afganistán |
| 29 de marzo de 2016     | Teherán (Irán) | Afganistán | Bandera de Afganistán | 2 – 1 Archivado el 5 de marzo de 2016 en Wayback Machine.       | Bandera de Singapur   | Singapur   |
| 29 de marzo de 2016     | Saitama        | Japón      | Bandera de Japón      | 5 – 0 Archivado el 19 de octubre de 2017 en Wayback Machine.    | Bandera de Siria      | Siria      |

### Grupo F
| Selección    | Pts.                      | PJ                        | PG                        | PE                        | PP                        | GF                        | GC                        | Dif                       |
| ------------ | ------------------------- | ------------------------- | ------------------------- | ------------------------- | ------------------------- | ------------------------- | ------------------------- | ------------------------- |
| Tailandia    | 14                        | 6                         | 4                         | 2                         | 0                         | 14                        | 6                         | 8                         |
| Irak         | 12                        | 6                         | 3                         | 3                         | 0                         | 13                        | 6                         | 7                         |
| Vietnam      | 7                         | 6                         | 2                         | 1                         | 3                         | 7                         | 8                         | -1                        |
| China Taipéi | 0                         | 6                         | 0                         | 0                         | 6                         | 5                         | 19                        | -14                       |
| Indonesia1   | Descalificado por la FIFA | Descalificado por la FIFA | Descalificado por la FIFA | Descalificado por la FIFA | Descalificado por la FIFA | Descalificado por la FIFA | Descalificado por la FIFA | Descalificado por la FIFA |

| Fecha                   | Lugar          | Local        |                         | Resultado                                                       |                         | Visitante    |
| ----------------------- | -------------- | ------------ | ----------------------- | --------------------------------------------------------------- | ----------------------- | ------------ |
| 24 de mayo de 2015      | Bangkok        | Tailandia    | Bandera de Tailandia    | 1 – 0 Archivado el 27 de marzo de 2015 en Wayback Machine.      | Bandera de Vietnam      | Vietnam      |
| 16 de junio de 2015     | Taipéi         | China Taipéi | Bandera de China Taipéi | 0 – 2 Archivado el 20 de junio de 2015 en Wayback Machine.      | Bandera de Tailandia    | Tailandia    |
| 3 de septiembre de 2015 | Teherán (Irán) | Irak         | Bandera de Irak         | 5 – 1 Archivado el 28 de septiembre de 2015 en Wayback Machine. | Bandera de China Taipéi | China Taipéi |
| 8 de septiembre de 2015 | Taipéi         | China Taipéi | Bandera de China Taipéi | 1 – 2 Archivado el 12 de septiembre de 2015 en Wayback Machine. | Bandera de Vietnam      | Vietnam      |
| 8 de septiembre de 2015 | Bangkok        | Tailandia    | Bandera de Tailandia    | 2 – 2 Archivado el 10 de septiembre de 2015 en Wayback Machine. | Bandera de Irak         | Irak         |
| 8 de octubre de 2015    | Hanói          | Vietnam      | Bandera de Vietnam      | 1 – 1 Archivado el 29 de septiembre de 2015 en Wayback Machine. | Bandera de Irak         | Irak         |
| 13 de octubre de 2015   | Hanói          | Vietnam      | Bandera de Vietnam      | 0 – 3 Archivado el 25 de septiembre de 2015 en Wayback Machine. | Bandera de Tailandia    | Tailandia    |
| 12 de noviembre de 2015 | Bangkok        | Tailandia    | Bandera de Tailandia    | 4 – 2 Archivado el 25 de septiembre de 2015 en Wayback Machine. | Bandera de China Taipéi | China Taipéi |
| 17 de noviembre de 2015 | Kaohsiung      | China Taipéi | Bandera de China Taipéi | 0 – 2 Archivado el 28 de septiembre de 2015 en Wayback Machine. | Bandera de Irak         | Irak         |
| 24 de marzo de 2016     | Hanói          | Vietnam      | Bandera de Vietnam      | 4 – 1 Archivado el 28 de septiembre de 2015 en Wayback Machine. | Bandera de China Taipéi | China Taipéi |
| 24 de marzo de 2016     | Teherán (Irán) | Irak         | Bandera de Irak         | 2 – 2 Archivado el 30 de septiembre de 2015 en Wayback Machine. | Bandera de Tailandia    | Tailandia    |
| 29 de marzo de 2016     | Teherán (Irán) | Irak         | Bandera de Irak         | 1 – 0 Archivado el 4 de marzo de 2016 en Wayback Machine.       | Bandera de Vietnam      | Vietnam      |

### Grupo G
| Selección     | Pts. | PJ | PG | PE | PP | GF | GC | Dif |
| ------------- | ---- | -- | -- | -- | -- | -- | -- | --- |
| Corea del Sur | 24   | 8  | 8  | 0  | 0  | 27 | 0  | 27  |
| Líbano        | 11   | 8  | 3  | 2  | 3  | 12 | 6  | 6   |
| Kuwait1       | 10   | 8  | 3  | 1  | 4  | 12 | 10 | 2   |
| Birmania      | 8    | 8  | 2  | 2  | 4  | 9  | 21 | -12 |
| Laos          | 4    | 8  | 1  | 1  | 6  | 6  | 29 | -23 |

| Fecha                   | Lugar               | Local         |                          | Resultado                                                       |                          | Visitante     |
| ----------------------- | ------------------- | ------------- | ------------------------ | --------------------------------------------------------------- | ------------------------ | ------------- |
| 11 de junio de 2015     | Sidón               | Líbano        | Bandera de Líbano        | 0 – 1 Archivado el 13 de junio de 2015 en Wayback Machine.      | Bandera de Kuwait        | Kuwait        |
| 11 de junio de 2015     | Vientián            | Laos          | Bandera de Laos          | 2 – 2 Archivado el 13 de junio de 2015 en Wayback Machine.      | Bandera de Birmania      | Birmania      |
| 16 de junio de 2015     | Bangkok (Tailandia) | Birmania      | Bandera de Birmania      | 0 – 2 Archivado el 22 de julio de 2015 en Wayback Machine.      | Bandera de Corea del Sur | Corea del Sur |
| 16 de junio de 2015     | Vientián            | Laos          | Bandera de Laos          | 0 – 2 Archivado el 20 de junio de 2015 en Wayback Machine.      | Bandera de Líbano        | Líbano        |
| 3 de septiembre de 2015 | Hwaseong            | Corea del Sur | Bandera de Corea del Sur | 8 – 0 Archivado el 26 de septiembre de 2015 en Wayback Machine. | Bandera de Laos          | Laos          |
| 3 de septiembre de 2015 | Doha (Catar)        | Kuwait        | Bandera de Kuwait        | 9 – 0 Archivado el 28 de septiembre de 2015 en Wayback Machine. | Bandera de Birmania      | Birmania      |
| 8 de septiembre de 2015 | Vientián            | Laos          | Bandera de Laos          | 0 – 2 Archivado el 10 de septiembre de 2015 en Wayback Machine. | Bandera de Kuwait        | Kuwait        |
| 8 de septiembre de 2015 | Sidón               | Líbano        | Bandera de Líbano        | 0 – 3 Archivado el 15 de septiembre de 2015 en Wayback Machine. | Bandera de Corea del Sur | Corea del Sur |
| 8 de octubre de 2015    | Bangkok (Tailandia) | Birmania      | Bandera de Birmania      | 0 – 2 Archivado el 25 de septiembre de 2015 en Wayback Machine. | Bandera de Líbano        | Líbano        |
| 8 de octubre de 2015    | Ciudad de Kuwait    | Kuwait        | Bandera de Kuwait        | 0 – 1 Archivado el 29 de septiembre de 2015 en Wayback Machine. | Bandera de Corea del Sur | Corea del Sur |
| 13 de octubre de 2015   | Ciudad de Kuwait    | Kuwait        | Bandera de Kuwait        | 0 – 0 Archivado el 25 de septiembre de 2015 en Wayback Machine. | Bandera de Líbano        | Líbano        |
| 13 de octubre de 2015   | Bangkok (Tailandia) | Birmania      | Bandera de Birmania      | 3 – 1 Archivado el 26 de septiembre de 2015 en Wayback Machine. | Bandera de Laos          | Laos          |
| 12 de noviembre de 2015 | Suwon               | Corea del Sur | Bandera de Corea del Sur | 4 – 0 Archivado el 27 de septiembre de 2015 en Wayback Machine. | Bandera de Birmania      | Birmania      |
| 12 de noviembre de 2015 | Beirut              | Líbano        | Bandera de Líbano        | 7 – 0 Archivado el 30 de septiembre de 2015 en Wayback Machine. | Bandera de Laos          | Laos          |
| 17 de noviembre de 2015 | Vientián            | Laos          | Bandera de Laos          | 0 – 5 Archivado el 28 de septiembre de 2015 en Wayback Machine. | Bandera de Corea del Sur | Corea del Sur |
| 17 de noviembre de 2015 | Bangkok (Tailandia) | Birmania      | Bandera de Birmania      | 3 - 0 Archivado el 9 de octubre de 2015 en Wayback Machine.     | Bandera de Kuwait        | Kuwait        |
| 24 de marzo de 2016     | Ciudad de Kuwait    | Kuwait        | Bandera de Kuwait        | 0 – 3 Archivado el 4 de abril de 2016 en Wayback Machine.       | Bandera de Laos          | Laos          |
| 24 de marzo de 2016     | Ansan               | Corea del Sur | Bandera de Corea del Sur | 1 – 0 Archivado el 19 de marzo de 2016 en Wayback Machine.      | Bandera de Líbano        | Líbano        |
| 29 de marzo de 2016     | Sidón               | Líbano        | Bandera de Líbano        | 1 – 1 Archivado el 6 de marzo de 2016 en Wayback Machine.       | Bandera de Birmania      | Birmania      |
| 29 de marzo de 2016     | Daegu               | Corea del Sur | Bandera de Corea del Sur | 3 – 0 Archivado el 27 de abril de 2016 en Wayback Machine.      | Bandera de Kuwait        | Kuwait        |

### Grupo H
| Selección       | Pts. | PJ | PG | PE | PP | GF | GC | Dif |
| --------------- | ---- | -- | -- | -- | -- | -- | -- | --- |
| Uzbekistán      | 21   | 8  | 7  | 0  | 1  | 20 | 7  | 13  |
| Corea del Norte | 16   | 8  | 5  | 1  | 2  | 14 | 8  | 6   |
| Filipinas       | 10   | 8  | 3  | 1  | 4  | 8  | 12 | -4  |
| Baréin          | 9    | 8  | 3  | 0  | 5  | 10 | 10 | 0   |
| Yemen           | 3    | 8  | 1  | 0  | 7  | 2  | 17 | -15 |

| Fecha                   | Lugar        | Local           |                            | Resultado |                            | Visitante       |
| ----------------------- | ------------ | --------------- | -------------------------- | --- | -------------------------- | --------------- |
| 11 de junio de 2015     | Bocaue       | Filipinas       | Bandera de Filipinas       | 2 – 1 Archivado el 13 de junio de 2015 en Wayback Machine.                                                                               | Bandera de Baréin          | Baréin          |
| 11 de junio de 2015     | Doha (Catar) | Yemen           | Bandera de Yemen           | [http://es.fifa.com/worldcup/matches/round=275171/match=300317532/index.html 0 – 3] Archivado el 13 de junio de 2015 en Wayback Machine. | Bandera de Corea del Norte | Corea del Norte |
| 16 de junio de 2015     | Pionyang     | Corea del Norte | Bandera de Corea del Norte | 4 – 2 Archivado el 9 de octubre de 2015 en Wayback Machine.                                                                              | Bandera de Uzbekistán      | Uzbekistán      |
| 16 de junio de 2015     | Doha (Catar) | Yemen           | Bandera de Yemen           | 0 – 2 Archivado el 28 de julio de 2015 en Wayback Machine.                                                                               | Bandera de Filipinas       | Filipinas       |
| 3 de septiembre de 2015 | Taskent      | Uzbekistán      | Bandera de Uzbekistán      | 1 – 0 Archivado el 28 de septiembre de 2015 en Wayback Machine.                                                                          | Bandera de Yemen           | Yemen           |
| 3 de septiembre de 2015 | Riffa        | Baréin          | Bandera de Baréin          | 0 – 1 Archivado el 26 de septiembre de 2015 en Wayback Machine.                                                                          | Bandera de Corea del Norte | Corea del Norte |
| 8 de septiembre de 2015 | Doha (Catar) | Yemen           | Bandera de Yemen           | 0 – 4 Archivado el 10 de septiembre de 2015 en Wayback Machine.                                                                          | Bandera de Baréin          | Baréin          |
| 8 de septiembre de 2015 | Bocaue       | Filipinas       | Bandera de Filipinas       | 1 – 5 Archivado el 11 de septiembre de 2015 en Wayback Machine.                                                                          | Bandera de Uzbekistán      | Uzbekistán      |
| 8 de octubre de 2015    | Pionyang     | Corea del Norte | Bandera de Corea del Norte | 0 – 0 Archivado el 25 de septiembre de 2015 en Wayback Machine.                                                                          | Bandera de Filipinas       | Filipinas       |
| 8 de octubre de 2015    | Riffa        | Baréin          | Bandera de Baréin          | 0 – 4 Archivado el 28 de septiembre de 2015 en Wayback Machine.                                                                          | Bandera de Uzbekistán      | Uzbekistán      |
| 13 de octubre de 2015   | Riffa        | Baréin          | Bandera de Baréin          | 2 – 0 Archivado el 26 de septiembre de 2015 en Wayback Machine.                                                                          | Bandera de Filipinas       | Filipinas       |
| 13 de octubre de 2015   | Pionyang     | Corea del Norte | Bandera de Corea del Norte | 1 – 0 Archivado el 26 de septiembre de 2015 en Wayback Machine.                                                                          | Bandera de Yemen           | Yemen           |
| 12 de noviembre de 2015 | Taskent      | Uzbekistán      | Bandera de Uzbekistán      | 3 – 1 Archivado el 27 de septiembre de 2015 en Wayback Machine.                                                                          | Bandera de Corea del Norte | Corea del Norte |
| 12 de noviembre de 2015 | Manila       | Filipinas       | Bandera de Filipinas       | 0 – 1 Archivado el 27 de septiembre de 2015 en Wayback Machine.                                                                          | Bandera de Yemen           | Yemen           |
| 17 de noviembre de 2015 | Doha (Catar) | Yemen           | Bandera de Yemen           | 1 – 3 Archivado el 9 de octubre de 2015 en Wayback Machine.                                                                              | Bandera de Uzbekistán      | Uzbekistán      |
| 17 de noviembre de 2015 | Pionyang     | Corea del Norte | Bandera de Corea del Norte | 2 – 0 Archivado el 26 de septiembre de 2015 en Wayback Machine.                                                                          | Bandera de Baréin          | Baréin          |
| 24 de marzo de 2016     | Riffa        | Baréin          | Bandera de Baréin          | 3 – 0 Archivado el 4 de marzo de 2016 en Wayback Machine.                                                                                | Bandera de Yemen           | Yemen           |
| 24 de marzo de 2016     | Taskent      | Uzbekistán      | Bandera de Uzbekistán      | 1 – 0 Archivado el 18 de noviembre de 2015 en Wayback Machine.                                                                           | Bandera de Filipinas       | Filipinas       |
| 29 de marzo de 2016     | Manila       | Filipinas       | Bandera de Filipinas       | 3 – 2 Archivado el 5 de marzo de 2016 en Wayback Machine.                                                                                | Bandera de Corea del Norte | Corea del Norte |
| 29 de marzo de 2016     | Taskent      | Uzbekistán      | Bandera de Uzbekistán      | 1 – 0 Archivado el 4 de marzo de 2016 en Wayback Machine.                                                                                | Bandera de Baréin          | Baréin          |

### Mejores segundos
Para definir a los cuatro mejores segundos se elabora una tabla solo con los segundos lugares de cada grupo, estos equipos son ordenados bajo los siguientes criterios:
- Puntos obtenidos.
- Mejor diferencia de goles.
- Mayor cantidad de goles marcados.
- Un partido definitorio entre los equipos en cuestión.

Como resultado de la exclusión de Indonesia por la suspensión de la FIFA a la Asociación de Fútbol de Indonesia el grupo F quedó reducido a 4 equipos y el segundo lugar de este grupo solo jugó 6 partidos en comparación a los 8 que jugaron los segundos lugares de todos los demás grupos. Para equiparar esta situación y de acuerdo a la circular remitida por la AFC a las Asociaciones Miembro, el resultado de todos los segundos lugares (excepto el del grupo F) con el último clasificado de su grupo no se tomaron en cuenta al momento de elaborar la tabla de mejores segundos.
| Selección              | Gr. | Pts. | PJ | PG | PE | PP | GF | GC | Dif |
| ---------------------- | --- | ---- | -- | -- | -- | -- | -- | -- | --- |
| Irak                   | F   | 12   | 6  | 3  | 3  | 0  | 13 | 6  | +7  |
| Siria                  | E   | 12   | 6  | 4  | 0  | 2  | 14 | 11 | +3  |
| Emiratos Árabes Unidos | A   | 11   | 6  | 3  | 2  | 1  | 16 | 4  | +12 |
| China                  | C   | 11   | 6  | 3  | 2  | 1  | 9  | 1  | +8  |
| Corea del Norte        | H   | 10   | 6  | 3  | 1  | 2  | 10 | 8  | +2  |
| Jordania               | B   | 10   | 6  | 3  | 1  | 2  | 9  | 7  | +2  |
| Omán                   | D   | 8    | 6  | 2  | 2  | 2  | 6  | 6  | 0   |
| Líbano                 | G   | 5    | 6  | 1  | 2  | 3  | 3  | 6  | -3  |

## Tercera ronda
Los 12 equipos clasificados serán reagrupados en 2 grupos de 6 equipos cada uno en donde los dos primeros lugares de cada grupo clasificarán al Mundial Rusia 2018 y los terceros lugares pasarán a la Cuarta ronda.
     – Clasificados a la Copa Mundial de Fútbol de 2018.      – Clasificados a la Cuarta ronda.

### Grupo A
| Selección     | Pts. | PJ | PG | PE | PP | GF | GC | Dif |
| ------------- | ---- | -- | -- | -- | -- | -- | -- | --- |
| Irán          | 22   | 10 | 6  | 4  | 0  | 10 | 2  | 8   |
| Corea del Sur | 15   | 10 | 4  | 3  | 3  | 11 | 10 | 1   |
| Siria         | 13   | 10 | 3  | 4  | 3  | 9  | 8  | 1   |
| Uzbekistán    | 13   | 10 | 4  | 1  | 5  | 6  | 7  | -1  |
| China         | 12   | 10 | 3  | 3  | 4  | 8  | 10 | -2  |
| Catar         | 7    | 10 | 2  | 1  | 7  | 8  | 15 | -7  |

| Fecha                   | Lugar              | Local         |                                       | Resultado                                                      |                                       | Visitante     |
| ----------------------- | ------------------ | ------------- | ------------------------------------- | -------------------------------------------------------------- | ------------------------------------- | ------------- |
| 1 de septiembre de 2016 | Teherán            | Irán          | Bandera de Irán                       | 2 – 0 Archivado el 14 de junio de 2017 en Wayback Machine.     | Bandera de Catar                      | Catar         |
| 1 de septiembre de 2016 | Seúl               | Corea del Sur | Bandera de Corea del Sur              | 3 – 2 Archivado el 11 de octubre de 2017 en Wayback Machine.   | Bandera de la República Popular China | China         |
| 1 de septiembre de 2016 | Tashkent           | Uzbekistán    | Bandera de Uzbekistán                 | 1 – 0 Archivado el 23 de abril de 2016 en Wayback Machine.     | Bandera de Siria                      | Siria         |
| 6 de septiembre de 2016 | Doha               | Catar         | Bandera de Catar                      | 0 – 1 Archivado el 23 de abril de 2016 en Wayback Machine.     | Bandera de Uzbekistán                 | Uzbekistán    |
| 6 de septiembre de 2016 | Seremban (Malasia) | Siria         | Bandera de Siria                      | 0 – 0 Archivado el 23 de abril de 2016 en Wayback Machine.     | Bandera de Corea del Sur              | Corea del Sur |
| 6 de septiembre de 2016 | Shenyang           | China         | Bandera de la República Popular China | 0 – 0 Archivado el 14 de junio de 2017 en Wayback Machine.     | Bandera de Irán                       | Irán          |
| 6 de octubre de 2016    | Tashkent           | Uzbekistán    | Bandera de Uzbekistán                 | 0 – 1 Archivado el 14 de junio de 2017 en Wayback Machine.     | Bandera de Irán                       | Irán          |
| 6 de octubre de 2016    | Xi'an              | China         | Bandera de la República Popular China | 0 – 1 Archivado el 23 de abril de 2016 en Wayback Machine.     | Bandera de Siria                      | Siria         |
| 6 de octubre de 2016    | Suwon              | Corea del Sur | Bandera de Corea del Sur              | 3 – 2 Archivado el 19 de octubre de 2017 en Wayback Machine.   | Bandera de Catar                      | Catar         |
| 11 de octubre de 2016   | Doha               | Catar         | Bandera de Catar                      | 1 – 0 Archivado el 23 de abril de 2016 en Wayback Machine.     | Bandera de Siria                      | Siria         |
| 11 de octubre de 2016   | Tashkent           | Uzbekistán    | Bandera de Uzbekistán                 | 2 – 0 Archivado el 23 de abril de 2016 en Wayback Machine.     | Bandera de la República Popular China | China         |
| 11 de octubre de 2016   | Teherán            | Irán          | Bandera de Irán                       | 1 – 0 Archivado el 15 de junio de 2017 en Wayback Machine.     | Bandera de Corea del Sur              | Corea del Sur |
| 15 de noviembre de 2016 | Kunmíng            | China         | Bandera de la República Popular China | 0 – 0 Archivado el 23 de abril de 2016 en Wayback Machine.     | Bandera de Catar                      | Catar         |
| 15 de noviembre de 2016 | Seremban (Malasia) | Siria         | Bandera de Siria                      | 0 – 0 Archivado el 14 de junio de 2017 en Wayback Machine.     | Bandera de Irán                       | Irán          |
| 15 de noviembre de 2016 | Seúl               | Corea del Sur | Bandera de Corea del Sur              | 2 – 1 Archivado el 19 de octubre de 2017 en Wayback Machine.   | Bandera de Uzbekistán                 | Uzbekistán    |
| 23 de marzo de 2017     | Doha               | Catar         | Bandera de Catar                      | 0 – 1 Archivado el 29 de abril de 2017 en Wayback Machine.     | Bandera de Irán                       | Irán          |
| 23 de marzo de 2017     | Changsha           | China         | Bandera de la República Popular China | 1 – 0 Archivado el 17 de octubre de 2017 en Wayback Machine.   | Bandera de Corea del Sur              | Corea del Sur |
| 23 de marzo de 2017     | Malacca (Malasia)  | Siria         | Bandera de Siria                      | 1 – 0 Archivado el 23 de abril de 2016 en Wayback Machine.     | Bandera de Uzbekistán                 | Uzbekistán    |
| 28 de marzo de 2017     | Tashkent           | Uzbekistán    | Bandera de Uzbekistán                 | 1 – 0 Archivado el 23 de abril de 2016 en Wayback Machine.     | Bandera de Catar                      | Catar         |
| 28 de marzo de 2017     | Seúl               | Corea del Sur | Bandera de Corea del Sur              | 1 – 0 Archivado el 16 de octubre de 2017 en Wayback Machine.   | Bandera de Siria                      | Siria         |
| 28 de marzo de 2017     | Teherán            | Irán          | Bandera de Irán                       | 1 – 0 Archivado el 29 de abril de 2017 en Wayback Machine.     | Bandera de la República Popular China | China         |
| 12 de junio de 2017     | Teherán            | Irán          | Bandera de Irán                       | 2 – 0 Archivado el 15 de junio de 2017 en Wayback Machine.     | Bandera de Uzbekistán                 | Uzbekistán    |
| 13 de junio de 2017     | Malacca (Malasia)  | Siria         | Bandera de Siria                      | 2 – 2 Archivado el 23 de abril de 2016 en Wayback Machine.     | Bandera de la República Popular China | China         |
| 13 de junio de 2017     | Doha               | Catar         | Bandera de Catar                      | 3 – 2 Archivado el 22 de noviembre de 2017 en Wayback Machine. | Bandera de Corea del Sur              | Corea del Sur |
| 31 de agosto de 2017    | Malacca (Malasia)  | Siria         | Bandera de Siria                      | 3 – 1 Archivado el 23 de abril de 2016 en Wayback Machine.     | Bandera de Catar                      | Catar         |
| 31 de agosto de 2017    | Wuhan              | China         | Bandera de la República Popular China | 1 – 0 Archivado el 23 de abril de 2016 en Wayback Machine.     | Bandera de Uzbekistán                 | Uzbekistán    |
| 31 de agosto de 2017    | Seúl               | Corea del Sur | Bandera de Corea del Sur              | 0 – 0 Archivado el 14 de junio de 2017 en Wayback Machine.     | Bandera de Irán                       | Irán          |
| 5 de septiembre de 2017 | Doha               | Catar         | Bandera de Catar                      | 1 – 2 Archivado el 23 de abril de 2016 en Wayback Machine.     | Bandera de la República Popular China | China         |
| 5 de septiembre de 2017 | Teherán            | Irán          | Bandera de Irán                       | 2 – 2 Archivado el 14 de junio de 2017 en Wayback Machine.     | Bandera de Siria                      | Siria         |
| 5 de septiembre de 2017 | Taskent            | Uzbekistán    | Bandera de Uzbekistán                 | 0 – 0 Archivado el 9 de octubre de 2017 en Wayback Machine.    | Bandera de Corea del Sur              | Corea del Sur |

### Grupo B
| Selección              | Pts. | PJ | PG | PE | PP | GF | GC | Dif |
| ---------------------- | ---- | -- | -- | -- | -- | -- | -- | --- |
| Japón                  | 20   | 10 | 6  | 2  | 2  | 17 | 7  | 10  |
| Arabia Saudita         | 19   | 10 | 6  | 1  | 3  | 17 | 10 | 7   |
| Australia              | 19   | 10 | 5  | 4  | 1  | 16 | 11 | 5   |
| Emiratos Árabes Unidos | 13   | 10 | 4  | 1  | 5  | 10 | 13 | -3  |
| Irak                   | 11   | 10 | 3  | 2  | 5  | 11 | 12 | -1  |
| Tailandia              | 2    | 10 | 0  | 2  | 8  | 6  | 24 | -18 |

| Fecha                   | Lugar               | Local                  |                                   | Resultado                                                      |                                   | Visitante              |
| ----------------------- | ------------------- | ---------------------- | --------------------------------- | -------------------------------------------------------------- | --------------------------------- | ---------------------- |
| 1 de septiembre de 2016 | Perth               | Australia              | Bandera de Australia              | 2 – 0 Archivado el 16 de junio de 2016 en Wayback Machine.     | Bandera de Irak                   | Irak                   |
| 1 de septiembre de 2016 | Saitama             | Japón                  | Bandera de Japón                  | 1 – 2 Archivado el 1 de septiembre de 2017 en Wayback Machine. | Bandera de Emiratos Árabes Unidos | Emiratos Árabes Unidos |
| 1 de septiembre de 2016 | Riad                | Arabia Saudita         | Bandera de Arabia Saudita         | 1 – 0 Archivado el 16 de junio de 2016 en Wayback Machine.     | Bandera de Tailandia              | Tailandia              |
| 6 de septiembre de 2016 | Shah Alam (Malasia) | Irak                   | Bandera de Irak                   | 1 – 2 Archivado el 23 de abril de 2016 en Wayback Machine.     | Bandera de Arabia Saudita         | Arabia Saudita         |
| 6 de septiembre de 2016 | Bangkok             | Tailandia              | Bandera de Tailandia              | 0 – 2 Archivado el 1 de septiembre de 2017 en Wayback Machine. | Bandera de Japón                  | Japón                  |
| 6 de septiembre de 2016 | Abu Dabi            | Emiratos Árabes Unidos | Bandera de Emiratos Árabes Unidos | 0 – 1 Archivado el 23 de abril de 2016 en Wayback Machine.     | Bandera de Australia              | Australia              |
| 6 de octubre de 2016    | Yeda                | Arabia Saudita         | Bandera de Arabia Saudita         | 2 – 2 Archivado el 23 de abril de 2016 en Wayback Machine.     | Bandera de Australia              | Australia              |
| 6 de octubre de 2016    | Abu Dabi            | Emiratos Árabes Unidos | Bandera de Emiratos Árabes Unidos | 3 – 1 Archivado el 23 de abril de 2016 en Wayback Machine.     | Bandera de Tailandia              | Tailandia              |
| 6 de octubre de 2016    | Saitama             | Japón                  | Bandera de Japón                  | 2 – 1 Archivado el 1 de septiembre de 2017 en Wayback Machine. | Bandera de Irak                   | Irak                   |
| 11 de octubre de 2016   | Teherán (Irán)      | Irak                   | Bandera de Irak                   | 4 – 0 Archivado el 23 de abril de 2016 en Wayback Machine.     | Bandera de Tailandia              | Tailandia              |
| 11 de octubre de 2016   | Yeda                | Arabia Saudita         | Bandera de Arabia Saudita         | 3 – 0 Archivado el 23 de abril de 2016 en Wayback Machine.     | Bandera de Emiratos Árabes Unidos | Emiratos Árabes Unidos |
| 11 de octubre de 2016   | Melbourne           | Australia              | Bandera de Australia              | 1 – 1 Archivado el 1 de septiembre de 2017 en Wayback Machine. | Bandera de Japón                  | Japón                  |
| 15 de noviembre de 2016 | Abu Dabi            | Emiratos Árabes Unidos | Bandera de Emiratos Árabes Unidos | 2 – 0 Archivado el 23 de abril de 2016 en Wayback Machine.     | Bandera de Irak                   | Irak                   |
| 15 de noviembre de 2016 | Bangkok             | Tailandia              | Bandera de Tailandia              | 2 – 2 Archivado el 23 de abril de 2016 en Wayback Machine.     | Bandera de Australia              | Australia              |
| 15 de noviembre de 2016 | Saitama             | Japón                  | Bandera de Japón                  | 2 – 1 Archivado el 1 de septiembre de 2017 en Wayback Machine. | Bandera de Arabia Saudita         | Arabia Saudita         |
| 23 de marzo de 2017     | Teherán (Irán)      | Irak                   | Bandera de Irak                   | 1 – 1 Archivado el 23 de abril de 2016 en Wayback Machine.     | Bandera de Australia              | Australia              |
| 23 de marzo de 2017     | Al Ain              | Emiratos Árabes Unidos | Bandera de Emiratos Árabes Unidos | 0 – 2 Archivado el 1 de septiembre de 2017 en Wayback Machine. | Bandera de Japón                  | Japón                  |
| 23 de marzo de 2017     | Bangkok             | Tailandia              | Bandera de Tailandia              | 0 – 3 Archivado el 22 de abril de 2016 en Wayback Machine.     | Bandera de Arabia Saudita         | Arabia Saudita         |
| 28 de marzo de 2017     | Yeda                | Arabia Saudita         | Bandera de Arabia Saudita         | 1 – 0 Archivado el 23 de abril de 2016 en Wayback Machine.     | Bandera de Irak                   | Irak                   |
| 28 de marzo de 2017     | Saitama             | Japón                  | Bandera de Japón                  | 4 – 0 Archivado el 1 de septiembre de 2017 en Wayback Machine. | Bandera de Tailandia              | Tailandia              |
| 28 de marzo de 2017     | Sídney              | Australia              | Bandera de Australia              | 2 – 0 Archivado el 23 de abril de 2016 en Wayback Machine.     | Bandera de Emiratos Árabes Unidos | Emiratos Árabes Unidos |
| 8 de junio de 2017      | Adelaida            | Australia              | Bandera de Australia              | 3 – 2 Archivado el 23 de abril de 2016 en Wayback Machine.     | Bandera de Arabia Saudita         | Arabia Saudita         |
| 13 de junio de 2017     | Bangkok             | Tailandia              | Bandera de Tailandia              | 1 – 1 Archivado el 23 de abril de 2016 en Wayback Machine.     | Bandera de Emiratos Árabes Unidos | Emiratos Árabes Unidos |
| 13 de junio de 2017     | Teherán (Irán)      | Irak                   | Bandera de Irak                   | 1 – 1 Archivado el 1 de septiembre de 2017 en Wayback Machine. | Bandera de Japón                  | Japón                  |
| 29 de agosto de 2017    | Al Ain              | Emiratos Árabes Unidos | Bandera de Emiratos Árabes Unidos | 2 – 1 Archivado el 23 de abril de 2016 en Wayback Machine.     | Bandera de Arabia Saudita         | Arabia Saudita         |
| 31 de agosto de 2017    | Bangkok             | Tailandia              | Bandera de Tailandia              | 1 – 2 Archivado el 23 de abril de 2016 en Wayback Machine.     | Bandera de Irak                   | Irak                   |
| 31 de agosto de 2017    | Saitama             | Japón                  | Bandera de Japón                  | 2 – 0 Archivado el 31 de agosto de 2017 en Wayback Machine.    | Bandera de Australia              | Australia              |
| 5 de septiembre de 2017 | Amán (Jordania)     | Irak                   | Bandera de Irak                   | 1 – 0 Archivado el 23 de abril de 2016 en Wayback Machine.     | Bandera de Emiratos Árabes Unidos | Emiratos Árabes Unidos |
| 5 de septiembre de 2017 | Melbourne           | Australia              | Bandera de Australia              | 2 – 1 Archivado el 23 de abril de 2016 en Wayback Machine.     | Bandera de Tailandia              | Tailandia              |
| 5 de septiembre de 2017 | Yeda                | Arabia Saudita         | Bandera de Arabia Saudita         | 1 – 0 Archivado el 10 de noviembre de 2017 en Wayback Machine. | Bandera de Japón                  | Japón                  |

## Cuarta ronda
Los terceros lugares de los grupos A y B jugaron en partidos de ida y vuelta, la clasificación a la repesca. Debido a los conflictos políticos y bélicos en Siria, el primer partido de este repechaje se jugó en cancha neutral en Malasia, donde sostuvo la mayoría de sus partidos durante la eliminatoria. El vencedor, Australia, se enfrentó al cuarto clasificado de la Concacaf, también en partidos de ida y vuelta, para determinar la selección que debía disputar el mundial.
| 5 de octubre de 2017 | Siria              | 1:1 (0:1) | Australia | Estadio Hang Jebat, Malaca (Malasia)                        |                                                             |
| 20:30 (UTC+8)        | Al Soma 85' (pen.) | Reporte   | Kruse 40' | Asistencia: 31 256 espectadores Árbitro(s): Alireza Faghani | Asistencia: 31 256 espectadores Árbitro(s): Alireza Faghani |

| 10 de octubre de 2017 | Australia        | 2:1 (1:1, 1:1) (t. s.) | Siria      | Estadio ANZ, Sídney                                         |                                                             |
| 20:00 (UTC+11)        | Cahill 13', 109' | Reporte                | Al Soma 6' | Asistencia: 75 000 espectadores Árbitro(s): Ravshan Irmatov | Asistencia: 75 000 espectadores Árbitro(s): Ravshan Irmatov |

## Repesca Intercontinental
Australia fue la selección ganadora de la cuarta ronda y ganó la clasificación frente a Honduras, cuarto puesto del hexagonal final de la Concacaf con un global de 3 a 1 en los partidos de ida y vuelta.
| 10 de noviembre de 2017 | Honduras | 0:0     | Australia | Estadio Olímpico Metropolitano, San Pedro Sula             |                                                            |
| 16:00 (UTC-6)           |          | Reporte |           | Asistencia: 40 000 espectadores Árbitro(s): Daniele Orsato | Asistencia: 40 000 espectadores Árbitro(s): Daniele Orsato |

| 15 de noviembre de 2017 | Australia                           | 3:1 (0:0) | Honduras       | Estadio ANZ, Sídney                                       |                                                           |
| 20:00 (UTC+11)          | Jedinak 54', 72' (pen.), 85' (pen.) | Reporte   | Figueroa 90+3' | Asistencia: 78 962 espectadores Árbitro(s): Néstor Pitana | Asistencia: 78 962 espectadores Árbitro(s): Néstor Pitana |

## Goleadores
| Mohammed Al-Sahlawi |

| Ahmed Khalil |

| Mohammed Al-Sahlawi |

| Ahmed Khalil |

| Sardar Azmoun |

| Sardar Azmoun |

| Omar Khrbin |

| Omar Khrbin |

| Tim Cahill |

| Hassan Al Haidos |

| Ali Mabkhout |

| Tim Cahill |

| Hassan Al Haidos |

| Ali Mabkhout |

| Yang Xu |

| Mehdi Taremi |

| Yang Xu |

| Mehdi Taremi |

## Clasificados
| Bandera de Irán | Bandera de Japón | Bandera de Corea del Sur | Bandera de Arabia Saudita | Bandera de Australia                   |
| Irán            | Japón            | Corea del Sur            | Arabia Saudita            | Australia                              |
| 1.° grupo A     | 1.° grupo B      | 2.° grupo A              | 2.° grupo B               | Ganador del Repechaje Intercontinental |